# Brauerei Fischerstube

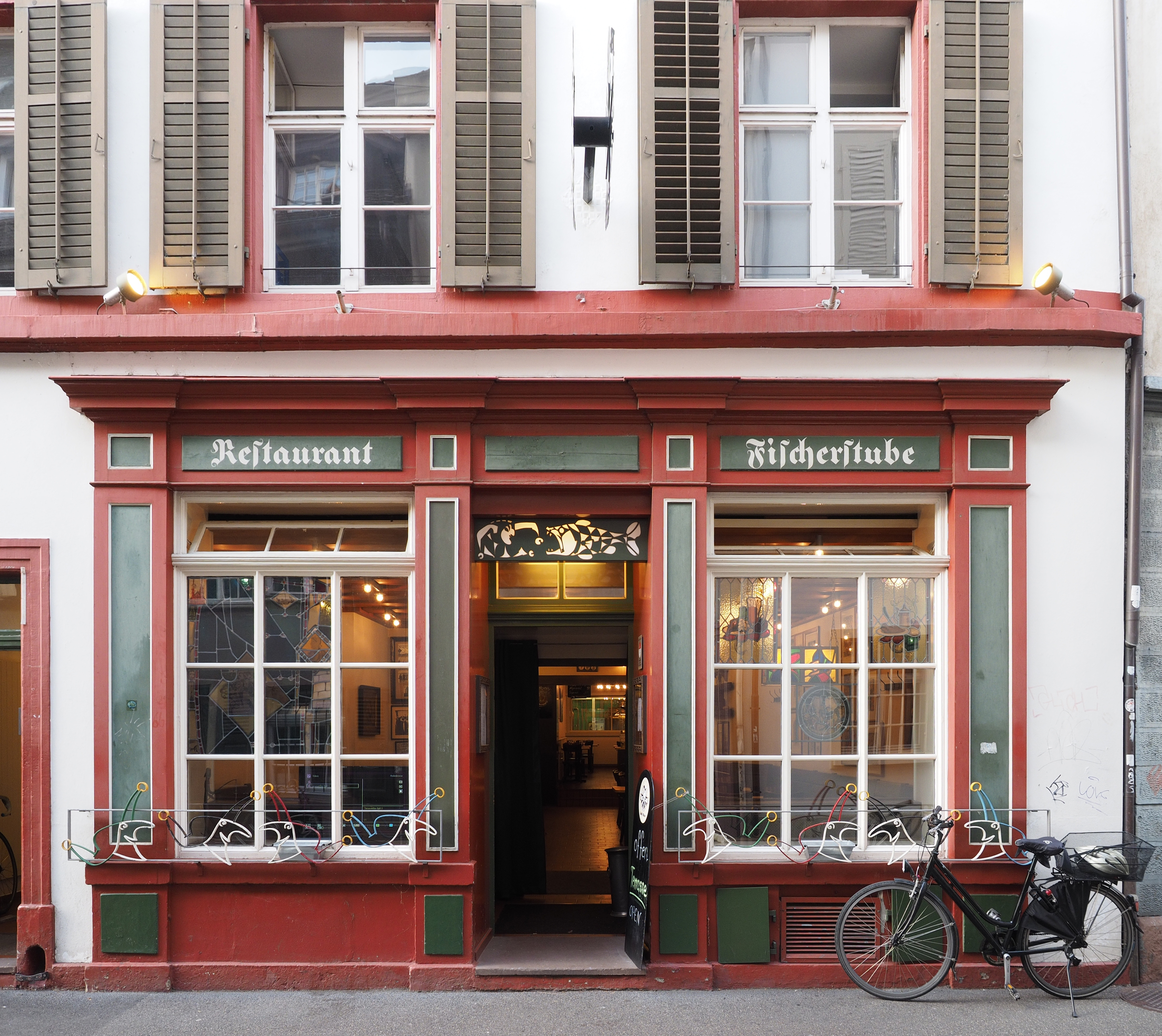
Die Fischerstube. Blick durch die Gaststube in die Brauerei.

Die Brauerei Fischerstube AG ist eine Schweizer Bierbrauerei mit Hauptsitz in Basel. Sie produziert Bier unter dem Markennamen «Ueli Bier».

## Geschichte
1974 erwarb der Arzt Hans-Jakob Nidecker (1919–2005) das Restaurant Fischerstube an der Kleinbasler Rheingasse 45, das mehrere Jahre leergestanden hatte, um die Quartierwirtschaft zu reaktivieren. Nidecker war an der Rebgasse aufgewachsen, fest im Kleinbasel verwurzelt und während mehrerer Jahre Meister der Kleinbasler Ehrengesellschaft zum Rebhaus. Bereits im Jahr 1970 hatte sich Nidecker um die Basler Traditionen verdient gemacht, als er mit einer eigens gegründeten Stiftung die Basler Fähren vor der Kommerzialisierung und einer ungewissen Zukunft rettete. Die ersten Pächter der neueröffneten Fischerstube war das Wirte-Ehepaar Silvia und Mike Künzli.
Als Kleinbasler mit Leib und Seele war es für Nidecker klar, dass in der Fischerstube nur das traditionsreiche Basler Warteck-Bier ausgeschenkt werden würde, dessen Brauerei nur ein paar hundert Meter entfernt am Burgweg stand. Die Brauerei Warteck jedoch weigerte sich zu liefern. Die Schweizer Brauereien waren bis 1991 in einem (legalen) Bierkartell organisiert, das den Schweizer Biermarkt unter sich aufgeteilt hatte und eisern beherrschte. Dieses Kartell bestimmte, welche Brauerei welche Wirtschaft beliefern durfte, und die Fischerstube gehörte zum «Revier» der Frenkendörfer Anker-Brauerei.
Für Nidecker kam es nicht in Frage, Anker-Bier auszuschenken. Da das Kartell aber nicht mit sich reden liess, beschloss er, sein Bier halt selbst zu brauen. Dazu liess er von einem deutschen Brauingenieur im hinteren Teil der Fischerstube eine Kleinbrauerei einrichten. Durch eine Glasscheibe sehen die Wirtshausgäste von der Gaststube ins Sudhaus (oder eher: in die Sudstube), wo nur eine Armlänge entfernt die Gärbottiche stehen. Einen zusätzlichen Reiz erhält die Geschichte dadurch, dass die Brauerei Warteck, von der Nidecker sein Bier eigentlich hätte beziehen wollen, vor über hundert Jahren genau so als Hausbrauerei einer Gastwirtschaft begonnen hatte.
Der Entscheid zu einer eigenen Hausbrauerei war originell und sehr mutig. Damals lief die Entwicklung weltweit genau in die entgegengesetzte Richtung: Immer mehr kleinere Brauereien wurden von grossen geschluckt, die Vielfalt verschwand und das Bier wurde zu einem charakterlosen Massenprodukt. Es war eine Zeit des Brauereisterbens, dem übrigens 15 Jahre später auch die Brauerei Warteck zum Opfer fallen sollte. Die Fachwelt belächelte das Projekt denn auch und war überzeugt, dass diese kleine Hausbrauerei nicht lange existieren würde. Doch das Bier fand Anklang und das Geschäft rentierte, wobei nebst der unbestrittenen Qualität des Getränks wohl auch ein gewisser Lokalpatriotismus der Kunden eine Rolle gespielt haben dürfte.
Am 13. November 1974 floss das erste eigene Bier aus dem Zapfhahn der Fischerstube. Als Namensgeber für das Bier wählte Nidecker den «Ueli», eine Figur aus der Tradition der drei Kleinbasler Ehrengesellschaften. Die Brauerei begann zwar klein mit einem Ausstoss von lediglich 475 Hektolitern im Jahr, aber gleich mit drei Sorten. Schnell wurde Nidecker klar, dass er einen qualifizierten Braumeister einstellen musste. Er engagierte den gebürtigen Emmentaler Anton Welti, der damals gerade aus dem westafrikanischen Ghana zurückgekehrt war, wo er während mehreren Jahren als Braumeister für eine Grossbrauerei gearbeitet hatte. Die Wahl erwies sich als ein Glücksgriff, und Welti trug einen grossen Anteil zum Erfolg des Unternehmens bei. Er blieb dem Ueli-Bier 34 Jahre lang als Braumeister treu und entwickelte in dieser Zeit immer wieder neue und originelle Biersorten, bis er 2009 in Pension ging. 2010 wurde Jürgen Pinke Braumeister.
Die Frage muss offenbleiben, wie weit das Beispiel der Brauerei Fischerstube die Gründungen weiterer Schweizer Kleinbrauereien förderte, die sich in den 1990er Jahren zu einem regelrechten Trend entwickelten und heute die Bierlandschaft bereichern. Unbestritten ist, dass die Brauerei Fischerstube die erste Schweizer Haus- und Kleinbrauerei der neueren Zeit war und Nidecker als erster dem Bierkartell erfolgreich die Stirn bot.
1992 bot Feldschlösschen den Nideckers die Nachbarliegenschaft mit dem Restaurant Linde zum Kauf an. Man griff zu und hat seitdem zwei Brauerei-Restaurants, die beide verpachtet sind.
Mittlerweile werden auch andere Wirtschaften beliefert, und auch im Getränkehandel kann man das Ueli-Bier kaufen. Trotz des stetig steigenden Brauvolumens wird immer noch in der «Fischerstube» gebraut und das Bier in den Liegenschaften der beiden Restaurants Fischerstube und Linde gelagert, lediglich die Abfüllanlage wurde 2011 an die Utengasse verlegt. Zwischen den beiden Standorten wurde eine 127 Meter lange unterirdische Bierpipeline verlegt.

## Biersorten
Die Brauerei begann mit drei verschiedenen Biersorten, «Ueli Robur dunkel», «Ueli Lager» sowie dem Spezialbier «Ueli Reverenz».
Mit dem obergärigen «Ueli Weizen» war die Brauerei Fischerstube die erste Brauerei in der Schweiz, welche ein Weizenbier im Offenausschank anbieten konnte.
Die Brauerei stellt ausserdem verschiedene Spezialbiere her, so zum Beispiel jedes Jahr ein Bockbier für den Kleinbasler Festtag des Vogel Gryff. Für die Ausstellung «Tutanchamun – Das Goldene Jenseits» im Antikenmuseum Basel im Jahr 2004 wurde das «TUT-ANCH-UELI» angeboten, das – wie das «Ueli spezial» – von Lasser im badischen Lörrach gebraut und abgefüllt wurde.
Zu Ehren von Vincent van Gogh und der Sonderausstellung seiner Werke im Kunstmuseum Basel (Sommer 2009) gab die Brauerei im Frühjahr 2009 das «Van Ueli Bier» aus. Dieses helle Bier hat einen dezenten Sonnenblumengeschmack.
Insgesamt braute die Brauerei Fischerstube in den ersten 40 Jahren ihres Bestehens rund 50 Bierspezialitäten für verschiedene Anlässe.